# Neon (Phocis)
Neon (Oudgrieks: Νεῶν, Neōn) was een Oud-Griekse polis in Phocis aan de oostelijke helling van de tot de Parnassus behorende berg Tithorca.
Het werd door de Perzen onder Xerxes I verwoest.
De stad werd later, ofschoon niet juist op dezelfde plaats, onder de naam Tithorea (Τιθορέα, Tithoréa) herbouwd en in de Derde Heilige Oorlog (346 v.Chr.) opnieuw vernield.
Plutarchus vermeldt haar nog als een fort (φρούριον, froúrion) in de 1e eeuw v.Chr.
Het water moesten de inwoners uit de naburige rivier Cachales halen.
De site is op basis van inscripties uit de 3e en 2e eeuw v.Chr. geïdentificeerd als het huidige Tithorea (voorheen Velitsa genoemd).